# Маранта тростниковидная
Мара́нта тростникови́дная, также арроуру́т настоя́щий, арроурут вест-и́ндский, аррорут (лат. Maranta arundinacea) — мелкий кустарник рода Маранта семейства Марантовые (Marantaceae), произрастающий в дождевых лесах Южной Америки.

## Ботаническое описание
В высоту достигает около метра.
Корневища имеют веретенообразные клубневидные утолщения.
Листья опушённые темно-зелёного цвета, яйцевидно-ланцетной формы, заострены.
Цветки белого цвета.

## Хозяйственное значение и применение
В культуре декоративное комнатное растение.
В клубнях растения содержится около 25 % крахмала, в варёном виде употребляются в пищу. Из корневища получают муку, называемую «аррорут».
- Корневище
- Выпечка из муки корневища